# Rio Boruga (Moraviţa)
O Rio Boruga é um rio da Romênia afluente do Rio Moraviţa, localizado no distrito de Timiş.